# Pellenes denisi
Pellenes denisi är en spindelart som beskrevs av Schenkel 1963. Pellenes denisi ingår i släktet Pellenes och familjen hoppspindlar. Inga underarter finns listade i Catalogue of Life.